# Jameson House
La Jameson House est un gratte-ciel construit à Vancouver au Canada de 2007 à 2011.
Il abrite sur une hauteur totale de 116 mètres, des commerces et des restaurants sur les trois premiers étages, comprend ensuite 8 étages de bureaux puis 25 étages de logements avec 138 appartements pour une surface totale de plancher de 26 673 m². L'immeuble intègre deux bâtiments des années 1920 qui ont été restaurés
Les architectes sont l'agence Foster + Partners du britannique Norman Foster et l'agence Walter Francl Architects Inc. Ce fut le premier immeuble résidentiel de grande hauteur conçu en Amérique du nord par l'agence Foster + Partners. Au sein de cette agence Nigel Dancey fut le concepteur ('design architect') de la Jameson House.
Le promoteur ("developer") est la société Bosa Properties Inc. L'immeuble fut approuvé par les autorités de la ville en juillet 2005. En novembre 2008 les travaux s'arrêtèrent momentanément quand les financements furent suspendus du fait de la crise financière de 2008/2009. 
Il s'agit d'un immeuble "vert" qui a été conçu suivant la norme américaine Leadership in Energy and Environmental Design (LEED) au niveau 'gold standard'. Ainsi l'immeuble génère sa propre électricité et a un système de recyclage de l'eau. Des cellules photovoltaïques ont été installés sur la façade sud ou l'exposition au soleil est maximale. L'immeuble comprend un système de cogénération, le premier à avoir été installé à Vancouver, qui fonctionne au Biodiesel. La façade a été conçue en fonction des vents dominants et de l'exposition au soleil. 
Au sous-sol se trouve sur 9 étages un parking de 176 places avec un système de rangement des voitures entièrement automatisé, qui permet de récupérer sa voiture en 90 secondes.
L'immeuble a coûté 180 millions de $, ce qui est considérable pour un gratte-ciel de cette taille.